# Петухово (Шабалинский район)
Петухово — упразднённая в 1984 году деревня в Шабалинском районе Кировской области России. Находится на территории Черновского сельского поселения.

## География
Урочище находится в западной части региона, в пределах Волжско-Ветлужской равнины, в подзоне южной тайги, к северу от реки Ветлуги, на расстоянии приблизительно 40 километров (по прямой) к северо-востоку от Ленинского, административного центра района.

### Географическое положение
Возле Петухово находились:
- поч. Антоновский (← ≈1.8 км)
- д. Клубовщина (↑ 2 км)
- д. Осиновка (↖ 2.7 км)
- д. Зайцево (↗ 2.8 км)
- д. Комары (↑ 3.1 км)
- д. Краево (← 3.2 км)
- д. Гордеево (↗ 3.2 км)
- д. Клепцовский (→ 3.3 км)
- д. Склягино (↗ 3.5 км)
- д. Малая Медведевщина (↗ ≈3.5 км)
- д. Огорелово (↗ 3.8 км)

### Климат
Климат характеризуется как континентальный, с продолжительной холодной снежной зимой и умеренно тёплым коротким летом. Среднегодовая температура — 1,6 °C. Средняя температура воздуха самого холодного месяца (января) составляет −13,8 °C; самого тёплого месяца (июля) — 17,5 °C . Безморозный период длится 89 дней. Годовое количество атмосферных осадков — 721 мм, из которых 454 мм выпадает в тёплый период.

## История
В 1926 году в административном отношении деревня входила в состав Раменского сельсовета Черновской волости Котельничского уезда.
Населённый пункт был снят с учёта согласно решению Кировского облсовета от 21 мая 1984 года.

## Население
В 1926 году население деревни составляло 81 человек (40 мужчин и 41 женщина). По данным 1950 года в Петухове имелось 13 хозяйств и проживало 43 человека.

## Инфраструктура
Было развито сельское хозяйство. В 1926 году насчитывалось 18 хозяйств, из них 17 были крестьянскими.

## Транспорт
Просёлочные дороги.